# Þórarinn Ingi Valdimarsson
Þórarinn Ingi Valdimarsson (ur. 23 kwietnia 1990 w Vestmannaeyjar) – islandzki piłkarz, grający na pozycji obrońcy.
Jego pierwszym klubem w dotychczasowej profesjonalnej karierze był islandzki Vestmannaeyja. W 2013 roku został z niego wypożyczony do Sarpsborg 08 FF. W reprezentacji Islandii zadebiutował w 2012 roku.